# Stig Broeckx
Stig Broeckx (Mol, província d'Anvers, 10 de maig de 1990) és un ciclista belga, que fou professional del 2014 al 2016.
Durant la disputa de la Volta a Bèlgica de 2016 es va veure afectat en una caiguda degut a un accident entre dues motocicletes. Com a conseqüència va patir una fractura de crani que el van portar al coma. El desembre de 2016 es va despertar i va iniciar la recuperació.

## Palmarès

### Resultats al Giro d'Itàlia
- 2015. Abandona (18a etapa)